# 朱莉娅·昆塔瓦莱
朱莉娅·昆塔瓦莱（義大利語：Giulia Quintavalle，1983年3月6日—），生於里窝那，意大利女子柔道运动员。她曾参加2008年北京奥运和2012年伦敦奥运，其中在2008年北京奥运中获得女子57公斤级金牌。